# Pump It
«Pump It» —en español: «Bombéalo»— es el cuarto y último sencillo del álbum Monkey Business de The Black Eyed Peas. «Pump It» incorpora en gran medida la canción «Misirlou» (conocida por haber aparecido en la película de Quentin Tarantino Pulp Fiction) de Dick Dale y la canción original «Μισιρλού» de origen griego escrita en 1927 por Tetos Dimitriadis. 
Existe una remezcla de «Pump It» por Travis Barker. También aparece en los videojuegos SingStar R&B y Just Dance 3.
El 7 de octubre de 2022, el DJ neerlandés Tiësto lanzó una remezcla de la canción, la cual se titula «Pump It Louder» y sirve como el quinto sencillo de su octavo álbum de estudio, Drive (2023).

## Orígenes
"Yo estaba comprando algunos CD en Brasil" declaró el miembro de Black Eyed Peas, Will.I.Am. "Encontré esta canción y pensé que era de lo más común, pero que podría convertirse en algo nuevo. La canción de Dick Dale, Miserlou, era esta canción. Al principio me enfadé porque pensaba que eso no era lo que estaba buscando. La canción era de lo más "hot", y me dije "tenemos que hacer una canción como esta". La canción la terminamos en un vuelo con destino a Tokio. Y ahí surgió "Pump it".

## Video musical
El vídeo se estrenó el 2 de febrero de 2006 en MTV's TRL, Much Music de Canadá y AOL Music. Fue dirigido por Francis Lawrence. Empieza con una chica de una pandilla rival diciendo, "yo pensaba que habías dicho que Black Eyed Peas iba a estar aquí ...". La canción comienza entonces, y Black Eyed Peas llegan en su nuevo coche, que es una versión modificada Honda Civic que tiene el mismo esquema de colores que la portada de Monkey Business. El coche puede verse en su sitio web. En el vídeo se practican artes marciales y algún tipo de telequinesia. Will.i.am parece poseer super velocidad y fuerza y golpea una pelota de fútbol que choca contra la pared y golpea a su rival. Apl.de.ap parece desafiar la gravedad, corriendo encima del pecho de sus rivales. Fergie puede derribar a sus rivales sin tocarlos. El video puede estar inspirado en el videoclip de Beat It de Michael Jackson. Y en la película "El rey de la Pelea".

## Rendimiento en las listas
Antes de que el sencillo fuese oficialmente publicado, la canción alcanzó el número 82 en el Billboard Hot 100 en junio de 2005. Esto se debió principalmente en la gran cantidad de descargas digitales gracias a la influencia de los anuncios de Best Buy. Después de su lanzamiento oficial en radio, llegaron a un máximo de número 18 en marzo de 2006. El sencillo fue lanzado en las tiendas en los EE. UU. el 14 de febrero de 2006 y en el Reino Unido el 13 de marzo de 2006. Este sencillo, en comparación con otros sencillos de Monkey Business, ha sido relativamente débil en los EE. UU.
La canción funcionó mejor en otros países. En Australia, la canción alcanzó el número 6. La canción fue también muy popular en el Reino Unido, convirtiéndose en un éxito. "Pump It" llegó a su punto máximo en el número 3.

## Posicionamiento en listas
| Listas (2006)                      | Mejor posición |
| ---------------------------------- | -------------- |
| Australia (ARIA)                   | 6              |
| Austria (Ö3 Austria Top 40)        | 14             |
| Bélgica (Flandes) (Ultratop 50)    | 1              |
| Bélgica (Valonia) (Ultratop 50)    | 11             |
| Canadá (Canadian Hot 100)          | 47             |
| Dinamarca (Airplay danés)          | 20             |
| Estados Unidos (Billboard Hot 100) | 18             |
| Estados Unidos (Mainstream Top 40) | 11             |
| Finlandia (OFC)                    | 12             |
| Francia (SNEP)                     | 13             |
| Hungría (Rádiós Top 40)            | 7              |
| Irlanda (IRMA)                     | 3              |
| Italia (FIMI)                      | 5              |
| Nueva Zelanda (Recorded Music NZ)  | 2              |
| Países Bajos (Mega Single Top 100) | 17             |
| Reino Unido (UK Singles Chart)     | 3              |
| República Checa (Rádio Top 100)    | 2              |
| Suecia (Sverigetopplistan)         | 34             |
| Suiza (Schweizer Hitparade)        | 8              |

## En la cultura popular
- Se utilizó en el tráiler de la película Kung Fu Panda 2.[20]
- La marina de los Estados Unidos se hizo popular gracias a una adaptación de "Pump it". El vídeo se originó como un proyecto para luchar contra el aburrimiento y para impulsar la moral.[21]
- El juego de PSP "Lumines II" incluye el video musical de "Pump it".[22]
- Una breve parte del vídeo se muestra en el vídeo de Glamorous de Fergie.
- El coro también se utiliza en Little Man, una película de 2006 protagonizada por los hermanos Wayans.[23]
- Esta canción se utiliza en Garfield 2. Cuando Garfield y los animales hacen una lasaña.[24]
- En el videojuego Just Dance 3 aparece esta canción.[25]
- Esta canción se utiliza como fondo en la película de comedia romántica You Again dirigida por Andy Fickman y estrenada en el 2010.[26]
- Está disponible como música de acompañamiento, y para una mejor experiencia, en la atracción "Hollywood Rip Ride Rockit" en Universal Studios Florida.[27]